# Šamlići
Šamlići su naseljeno mjesto u općini Čajniču, Republika Srpska, BiH. Nalazi se na 767 metara nadmoske visine, zapadno od rijeke Janjine i Kapova Hana, Sudići su istočno.
Godine 1985. spojeni su zajedno s naseljima Rančićima, Hovrljicama, Kobilićima i Trbuhovićima u novo naselje Kapov Han (Sl. list SRBiH 24/85).

## Stanovništvo
| Narod     | Popis 1961. | Popis 1971. | Popis 1981. |
| --------- | ----------- | ----------- | ----------- |
| Hrvati    |             |             |             |
| Muslimani | 109         | 108         | 111         |
| Srbi      | 1           |             |             |
| ostali    | 4           | 4           | 1           |
| Ukupno    | 114         | 112         | 112         |